# Phare de Burnt Island
Le phare de Burnt Island (en anglais : Burnt Island Light) est un phare actif situé sur Burnt Island (ceb) à l'entrée de Boothbay Harbor, dans le Comté de Lincoln (État du Maine).
Il est inscrit au Registre national des lieux historiques depuis le 23 novembre 1977 .

## Histoire
Burnt Island se trouve à l'entrée ouest de Boothbay Harbor, un grand port naturel dont la ville du même nom se trouve à l'angle nord-est. L'île tire son nom de la pratique consistant à brûler la végétation de l'île afin de garder le terrain dégagé pour le pâturage des moutons.
Le phare pour le port de Boothbay, construit en 1821, est le deuxième plus ancien phare survivant du Maine. C'est une tour de moellons en granit, bordée de briques, qui a été érigée en même temps qu'une maison de gardien de pierre. Sa lumière d'origine fonctionnait à l'aide d'un système de lampes à huile de baleine et de réflecteurs paraboliques typique de l'époque. La maison du gardien d'origine a été remplacée en 1857 par une maison à ossature bois qui subsiste aujourd'hui. Un passage couvert a rejoint la maison et la tour. Dans le même temps, une lentille de Fresnel de quatrième ordre a été installée.
La caractéristique d'origine était une lumière blanche fixe. L'intention de cette lumière était d'attirer le trafic dans le port, pas d'avertir du danger. En 1888, la lumière a été bloquée dans un secteur situé au sud-ouest afin d’empêcher qu’elle ne soit vue par la circulation remontant la côte par la côte sud jusqu’à ce que les deux îles rocheuses Cuckolds, situées à l’embouchure de la baie de Booth, aient été signalées. Un an plus tard, la caractéristique a été modifiée à nouveau, cette fois en rouge fixe avec deux secteurs blancs indiquant les chenaux sûrs de part et d'autre de l'île Squirrel. Cela créa une confusion avec le phare de Ram Island (construit en 1883) et, en 1901, le phare fixe fut supprimé et remplacé par un gyrophare tournant constitué d'un boîtier carré avec une lentille sur chaque face. Cet objectif a servi jusqu'en 1962, date à laquelle il a été retiré et exposé dans un musée et remplacé par un phare électrifié. C'était le dernier phare du Maine à être converti au kérosène.
Une tour pyramidale en bois a été construite en 1895 pour contenir une cloche de brouillard. Cela a été démoli en 1962 lorsque la cloche a été déplacée sur un cadre en métal et sonnée avec un attaquant électrique au lieu d'une horloge. La station a été automatisée en 1988, l’une des dernières stations du Maine à être occupée.

## Musée
En 1998, l’île et le phare ont été transférés au département des ressources marines de l’État du Maine dans le cadre du programme des phares du Maine. Dans la mesure du possible, les bâtiments ont été restaurés dans leur état des années 50. Depuis 2003, il abrite un musée d'histoire vivante géré par le département des ressources marines de l'État.

## Description
Le phare  est une tour conique en pierre de granit et brique, avec une galerie et une lanterne polygonale de 9 m de haut, reliée à une maison de gardien en bois. La tour en brique est peinte en blanc et la lanterne est noire. Il émet, à une hauteur focale de 18,5 m, un éclat rouge de 0.6 seconde par période de 6 secondes. Sa portée est de 12 milles nautiques (environ 22 km). Il possède aussi deux feu à secteurs blancs, couvrant les deux chenaux d'arrivée, avec une portée de 15 milles nautiques (environ 28 km).
Il est aussi équipé d'une cloche de brume électrique émettant un blast par période de 10 secondes.

## Caractéristiques dufeu maritime
Fréquence : 6 secondes (R)
- Lumière : 0.6 seconde
- Obscurité : 5.4 secondes

Identifiant : ARLHS : USA-097 ; USCG : 1-5520 - Amirauté : J0140 .
|              |
| Burnt Island |

|          |
| Le phare |

### Lien connexe
- Liste des phares du Maine